# Ichanahalli, Krishnarajpet
Ichanahalli là một làng thuộc tehsil Krishnarajpet, huyện Mandya, bang Karnataka, Ấn Độ.